# Ditrema viride
Ditrema viride és una espècie de peix pertanyent a la família dels embiotòcids.

## Descripció
- Pot arribar a fer 19 cm de llargària màxima.
- 9-11 espines i 19-21 radis tous a l'aleta dorsal i 3 espines i 25-28 radis tous a l'anal.[6][7]

## Reproducció
És vivípar amb un nombre d'embrions, si fa no fa, de 30. Les cries neixen entre l'abril i el juliol.

## Hàbitat
És un peix marí, demersal i de clima temperat, el qual viu als llits marins coberts d'algues de mar (Zostera marina).

## Distribució geogràfica
Es troba al Pacífic nord-occidental: el Japó i Corea del Sud.

## Observacions
És inofensiu per als humans.